# Liste der Weihbischöfe in Chur
Die folgenden Personen sind und waren Weihbischöfe im Bistum Chur:

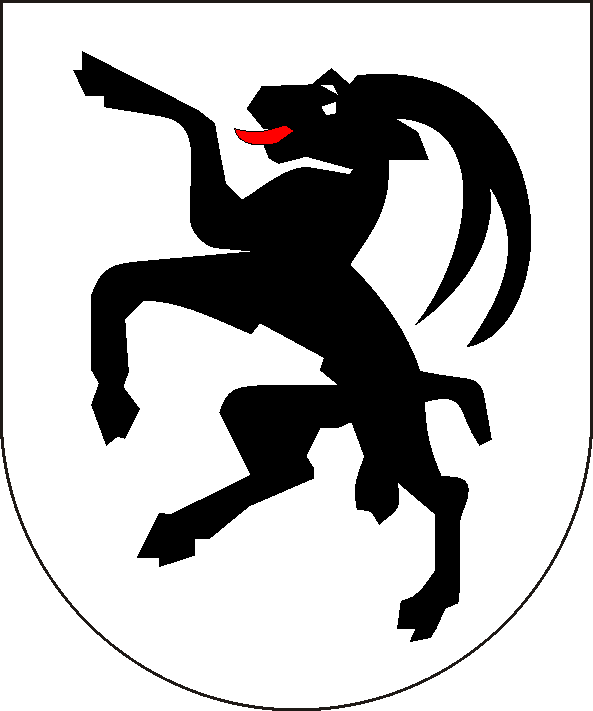
Wappen des Bistums Chur

| Weihbischöfe in Chur          | Weihbischöfe in Chur | Weihbischöfe in Chur                     | Weihbischöfe in Chur |
| Name                          | Amtszeit             | Bemerkung                                |                      |
| ----------------------------- | -------------------- | ---------------------------------------- | -------------------- |
| Johannes Nell OFM             | 1459–1467            | Weihbischof unter Ortlieb von Brandis    |                      |
| Burchard Tuberflug OP         | 1471–1473            | Titularbischof von Sebaste in Cilicia    |                      |
| Balthasar Brennwald OP        | 1491–1500            | TB von Troas                             |                      |
| Kaspar de Carl ab Hohenbalken | 1843–1844            | Titularbischof von Hippos, Koadjutor     |                      |
| Albert von Haller             | 1858–1858            | Titularbischof von Carrhae               |                      |
| Kaspar (Balthasar) Willi OSB  | 1868–1869            | Titularbischof von Antipatris, Koadjutor |                      |
| Anton Gisler                  | 1928–1932            | Titularbischof von Milevum, Koadjutor    |                      |
| Laurenz Matthias Vincenz      | 1932                 | Titularbischof von Paphus, Koadjutor     |                      |
| Johannes Vonderach            | 1957–1962            | Titularbischof von Aradi, Koadjutor      |                      |
| Peter Henrici SJ              | 1993–2007            | Titularbischof von Absorus               |                      |
| Paul Vollmar SM               | 1993–2009            | Titularbischof von Missua                |                      |
| Marian Eleganti OSB           | 2009–2021            | Titularbischof von Lamdia                |                      |